# هانگاراپیتیا
هانگاراپیتیا (به لاتین: Hangarapitiya) یک منطقهٔ مسکونی در سری‌لانکا است که در استان مرکزی (سری‌لانکا) واقع شده‌است.